# 은천동
은천동(殷川洞)은 서울특별시 관악구의 행정동이다. 법정동은 봉천동 (일부)이다.

## 개요
2008년 9월 1일 봉천본동과 봉천9동이 통합되어 현재 은천동으로 명명되었다. ‘은천’이라는 명칭은 우리나라 3대 대첩 중 하나인 귀주대첩을 승리로 이끈 고려시대의 명장 강감찬 장군의 초명이자, 관악구 최초의 초등학교인 은천초등학교가 위치한 곳으로 강감찬 장군의 업적을 기리고자 선정한 이름이다.

## 아파트
| 관악 벽산블루밍     |
| 관악 벽산블루밍 3차 |
| 봉천두산 1단지      |
| 봉천두산 2단지      |
| 봉천두산 3단지      |

## 교육
- 서울은천초등학교
- 서울구암초등학교
- 서울관광고등학교